# Philip Schaff
Philip Schaff fue un teólogo e historiador suizo nacido en Coira, el 1 de enero de 1819 y fallecido en Nueva York el 20 de octubre de 1893.

## Biografía
Schaff completó sus estudios en Stuttgart, las universidades de Tubinga, Halle y Berlín en Alemania y finalmente Estados Unidos donde comenzó a dar clases como maestro.
Recibió la influencia de Ferdinand Christian Baur, Schmid, Friedrich Tholuck, Julius Müller, David Strauss y, sobre todo, de August Neander. Sus viajes por Italia y Sicilia le ayudaron en su formación.
En 1842 es nombrado Privatdozent (Docente Privado) en la Universidad de Berlín, cuando fue llamado al año siguiente como profesor de Historia de la Iglesia y Literatura Bíblica en el Seminario Teológico de la Iglesia Reformada de Mercersburg, Pensilvania, único en Estados Unidos.
Sus enseñanzas teológicas fueron consideradas por algunos como muy próximas al catolicismo por lo que fue acusado de herejía, y posteriormente exonerado en 1845.
Como consecuencia de los estragos de la Guerra Civil Americana, el seminario fue cerrado, por lo que Schaff fue nombrado secretario de Comité del Sabbath en Nueva York hasta 1870. Posteriormente sirvió como profesor de Teología, hebreo, Literatura Sagrada e Historia de la Iglesia hasta su fallecimiento. No pudo ver impresa la American Standard Versión, traducción de la Biblia en la que participó como parte del comité de traducción ya que murió antes de que se publicara en 1901.
Escribió biografías, catecismos, conferencias y ensayos sobre Dante. También tradujo la Real Encyklopädie für Theologie und Kirche protestantische de Johann Jakob Herzog al inglés.